# Igreja de Santa Cruz (Lagoa)

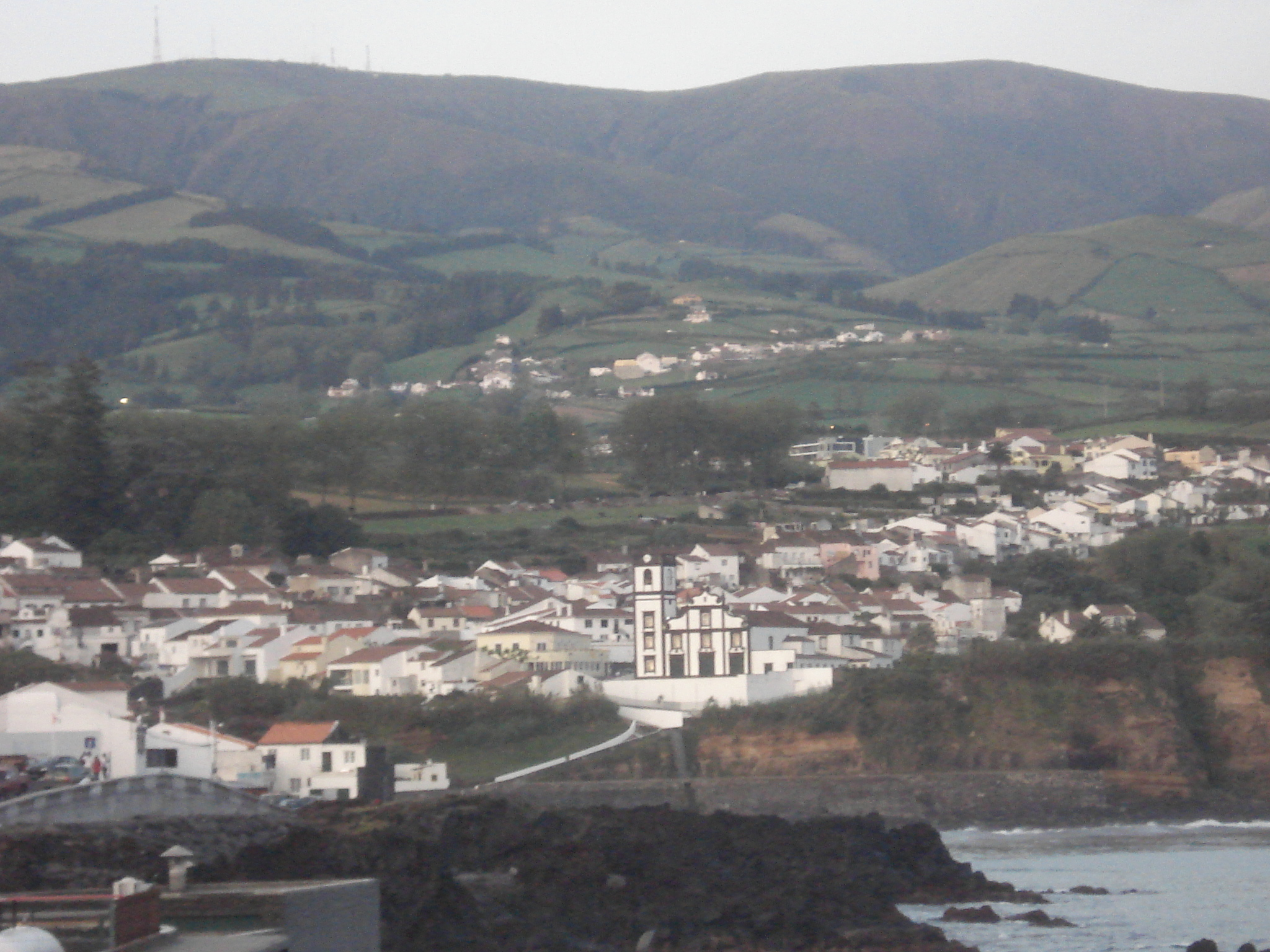

A Igreja Matriz de Santa Cruzé uma igreja católica portuguesa localizada em Lagoa, na ilha açoriana de São Miguel.
É já referida por Gaspar Frutuoso que nela serviu como pároco interino de 1558 a 1560. O mesmo Frutuoso informa que, em 25 de Agosto de 1507, foi visitada pelo bispo de Tânger, D. João Lobo, que nela ordenou alguns sacerdotes.
Durante os primeiros anos do século XVI este templo recebeu especial protecção de Álvaro Lopes do Vulcão. Segundo o testamento deste, tinha já cinco confrarias em 1543. Segundo se depreende do citado Frutuoso e também de uma tradição que corre na Vila da Lagoa, esta igreja de Santa Cruz teria sido aumentada entre 1583 e 1586. Na verdade, nos termos de casamento dessa época diz-se que a ermida do Rosário servia de matriz, o que significa que se andava em obras em Santa Cruz. O quadro de eclesiásticos deste templo era numeroso, não faltando nele um organista e um mestre de capela.
Este templo possui algumas curiosidades dignas de nota. O púlpito, cujo docel é um trabalho admirável e tem a data de 9 de Outubro de 1782, veio do Convento de São Francisco de Ponta Delgada. Havia um órgão antigo mas, em 1894, foi substituído por outro construído em Ponta Delgada, sob a direcção do padre Serrão.
O relógio da torre veio de França e começou a funcionar em 24 de Outubro de 1909. Já em 3 de Janeiro de 1692, o vigário Salvador de Sousa tinha exposto a necessidade de um relógio. A actual frontaria e a sua torre foram levantadas no ano de 1844.